# コンラト1世 (グウォグフ公)

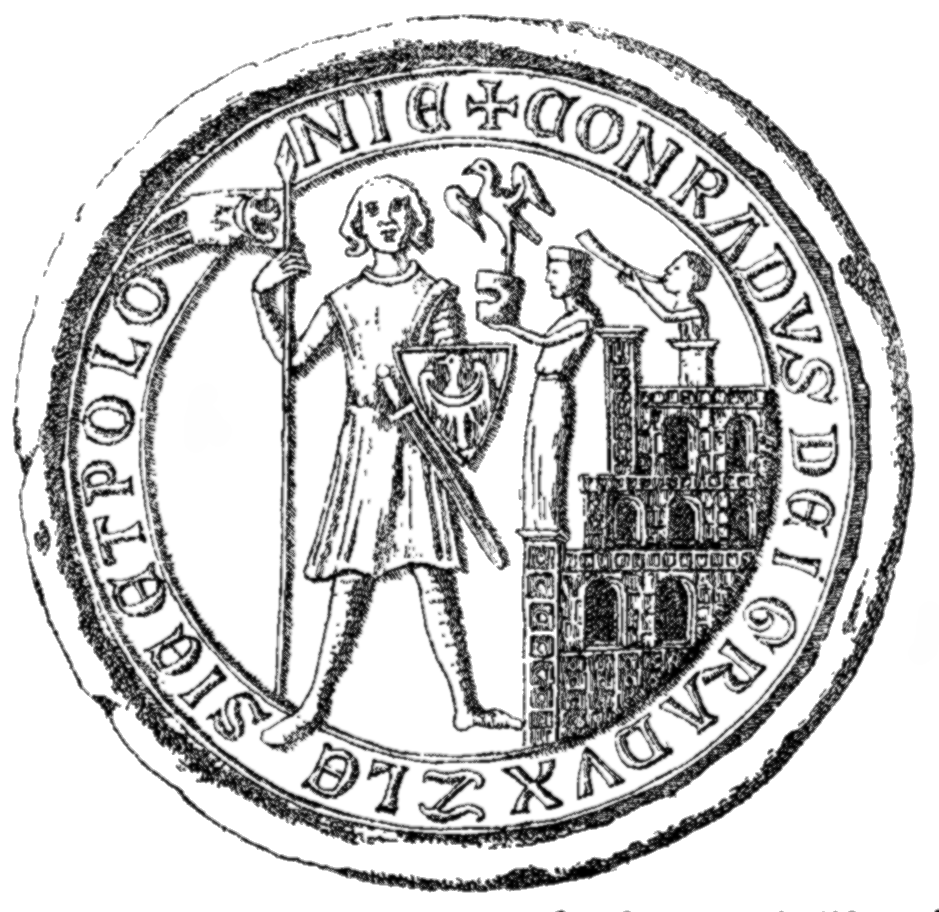
コンラト1世の印璽、1253年

コンラト1世（Konrad I głogowski、1228年/1231年 - 1274年頃8月6日）は、グウォグフ公（在位：1251年 - 1274年頃）。ヴロツワフのヘンリク2世（敬虔公）の4男、母はボヘミア王オタカル1世の娘アンナ。

## 生涯
1241年4月9日のレグニツァの戦いで父が戦死すると、幼いコンラトと弟のヴワディスワフは長兄ボレスワフ2世の後見のもとにおかれた。世襲領の分割による公国の弱体化を回避するため、ボレスワフ2世は母アンナの承認を得て、コンラトを勉学のためと称してパリへ送った。この地でコンラトは聖職者になるための教育を受けた。ところが1248年、コンラトは長兄ボレスワフ2世が三兄ヘンリク3世に領地の一部を分割したと知ると、シロンスクに帰国して自分にも領地を分け与えるよう要求した（次兄ミェシュコは1242年に死去、ルブシュは長兄に併合された）。
まもなくコンラトは上の兄二人の協定によってボレスワフ2世の庇護下におかれることになり、長兄の共同統治者の地位を得た。弟を何とか厄介払いしたいボレスワフ2世は、コンラトに聖職者になるよう様々な役職を持ってきた。グウォグフ聖堂の首席司祭、バイエルンのパッサウ司教などである。しかしコンラトは聖職者の道を歩む気はなく、あくまで領地の分割を要求して、ついにはボレスワフ2世と紛争を起こすに至った。
1249年6月、コンラトは北隣のヴィエルコポルスカに逃亡し、プシェミスウ1世（妹エルジュビェタの夫）の支援を得てビトム・オジャンスキ（ボイテン・アン・デア・オーダー）の奪取に成功した。コンラトとヴィエルコポルスカ諸公との盟友関係は、コンラトとプシェミスウ1世の妹サロメアとの結婚によってさらに強化された。またコンラトは同じくボレスワフ2世と敵対していたもう一人の兄ヘンリク3世とも連携した。
多くの同盟者達、そしてグウォグフの都市民が起こした反乱のおかげで、コンラトのボレスワフ2世に対する1251年の遠征は大成功に終わった。ボレスワフ2世は敗北を認め、コンラトにグウォグフとその付属地域からなる公国を与えた。しかし、コンラト1世とボレスワフ2世との関係は、その後もコンラト1世が死ぬまで緊張関係にあった。1257年、コンラトはボレスワフ2世をレグニツァ城から誘拐した。ボレスワフ2世はいくらかは不明だが保釈金を払い、数ヵ月後に釈放された。この出来事がボレスワフ2世にとって不愉快きわまりないものだったことは間違いなく、1271年にはコンラト1世の領地からボレスワヴィエツとブブルを奪っている。
1260年以後、ボヘミア王オタカル2世がシロンスクに政治的関心を強めはじめると、コンラト1世はボヘミアと親しい関係を築くようになり、自分の領国にドイツなど外国からの移民を奨励した。こうした移民政策のおかげで、1253年にはグウォグフにもマクデブルク法が適用された。また長兄ボレスワフ2世とは対照的に、コンラト1世はヴロツワフ司教トマシュ1世を熱心に支持した。しかし1268年に同司教が死ぬと、コンラト1世は自分が司教に与えた特権を平気でないがしろにし始め、後任の司教トマシュ2世ザレンバとは紛争状態になった。
晩年、コンラト1世はジェロナ・グラに教会（現在は聖堂）を建立し、これを聖人となった父方の祖母シロンスクのヤドヴィガに捧げた。同教会はコンラト1世の死後20年経って、コンラト1世の長男ヘンリク3世の時代に完成した。

## 子女
1246年、ヴィエルコポルスカ公ヴワディスワフ・オドニツの娘サロメアと最初の結婚をし、6人の子供をもうけた。
1. アンナ（1250年/1252年 - 1272年） - 1260年、上バイエルン公兼ライン宮中伯ルートヴィヒ2世と結婚
2. エウフェミア（1254年1月12日 - 1275年以前） - 1266年、ゲルツ伯アルブレヒト1世と結婚
3. ヘンリク3世（1251年/1260年 - 1309年12月9日）
4. コンラト2世（1252年/1265年 - 1304年10月11日）
5. プシェムコ（1255年/1265年 - 1289年2月26日）
6. ヤドヴィガ（1265年? - 1318年6月9日） - 1283年よりヴロツワフの聖クララ女子修道院長

1271年までにランツベルク辺境伯ディートリヒの娘ゾフィーと再婚した。一部の史料によれば、ゾフィーはホーエンシュタウフェン家最後の君主であるシチリア＝イェルサレム王コンラディンの未亡人とされている。ゾフィーとの間に子供はなかった。